# Jana (distrikt)
Jana (bulgariska: Яна) är ett distrikt i Bulgarien.   Det ligger i kommunen Stolitjna Obsjtina och regionen Sofija-grad, i den västra delen av landet, 20 km öster om huvudstaden Sofia.
Trakten runt Jana består till största delen av jordbruksmark. Runt Jana är det ganska tätbefolkat, med 58 invånare per kvadratkilometer.